# مرفيم مقيد
الوحدة الصرفية المقيدة كل وحدة صرفية تأتي بجميع الأحوال متصلة بكلمة أخرى. مثال ذلك في العربية الضمائر المتصلة. خلاف المقيد المرفيم المطلق وهو ما قد يأتي متصلا أو منفصلا.